# Križ Kamenica
Križ Kamenica – wieś w Chorwacji, w żupanii licko-seńskiej, w gminie Brinje. W 2011 roku liczyła 216 mieszkańców.